# 語音輸入法
語音輸入法是將使用者說出話語，透過語音識別的技術將所說的話轉換成文字輸入到數位裝置去，包括手機平板電腦和桌上型電腦或筆記型電腦等，有些裝置必須另外安裝相關的輸入裝置，才能使用語音輸入的功能。
語音輸入法的好處是使用者的只要說出聲音就可以轉換成文字輸入進去，但由於每個人說話的音調音量透氣聲聞皆不相同，而有可能會辨識到相近的聲音或是其他同音諧音字，而不符合使用者要表達的意思，而使用者需要再次的檢查與更正，而有些系統有學習的功能 他可以知道這個使用者的偏好，因此如果這樣的系統是由同一個人使用的話，可以預期的正確率會越來越高，另外，現在的大多數語音輸入法也可支持不同地區的方言和其他國家的大部分語言，也支持隨聲翻譯。
語音輸入法的速度可以很快，若不計算後續檢查或校正所需的時間，語音輸入法的速度是可以達到每分鐘200到300個字左右，依人的說話速度而定。
在有些需要快速溝通的場合，比如說使用LINE等通訊軟體， 語音輸入法可以替使用者節省許多打字的時間也避免使用者打字速度太慢或選不到字的問題，又或者是快速的利用語音輸入來查詢資料，配合自然語言技術語音輸入法也可以模擬與人對話的情形和猶如機器人聊天般的效果， 也能增進使用者在操作各項自助設備時的方便性。